# Grad Rašpor
Grad Rašpor  (hrvaško Kaštel Rašpor, italijansko Castello Raspo, nemško Raspurch, Rastpurch, Ratspurch, Rasburg), je bil srednjeveški grad z utrjenim naseljem, ruševine katerega najdemo na hribu Gradina na 829 m.n.m. Hrib Gradina se nahaja 600 m severovzhodno od naselja Rašpor v občini Lanišće v Hrvaški Ćićariji na severu Istre, kjer danes živi le še 17 ljudi. Na mestu sedanjih ruševin gradu je stala že v rimskem času manjša trdnjava s stražo, ki je bila po propadu rimskega cesarstva zapuščena in porušena. Na tem mestu so potem okoli leta 1000 postavil nov grad z utrjenim naseljem. Grad je bil dokončno opuščen in razrušen leta 1517. 

## Zgodovina
Ime Raspurch, se v srednjem veku prvič omenja leta 1264, ko je pripadal Oglejskemu patriarhatu. Ni pa omenjen leta 1102 v darovnici Ulrika II. mejnega grofa v Istrski marki Oglejskemu patriarhatu. Grad so v fevdu imeli Goriški grofje, ki so na gradu imeli upravitelja po imenu Filip Rašporski von Ratspurch, ki je bil vazal Goriških.
Omenjenega leta 1264 so fevdalno posest in grad v imenu oglejskih patriarhov upravljali gastaldi iz družine Goriških grofov. Poleg Rašpora so Goriški v severni Istri imeli še dve gospostvi - Podgrad (Podgrad pri Hrušici) (Castelnuovo) in Švarcenek (Završnik) (Schwarzenegg). V prvih dveh desetletjih 14. stoletja je bil upravnik gospoščine Rašpor Vikard II. Petrapiloški. 
Leta 1394 je Beneška republika prejela posest gradu in gospostva Rašpor od Ivana Majnharda Goriškega v zastavo, kot garancijo za dano posojilo 10.000 dukatov, ki jih je Goriški potreboval za doto svoji hčerki Ani Goriški, ki se je poročila z Ivanom Frankopanom. Še istega leta so Benečani odredili Rašpor za sedež istoimenskega kapitanata, tj. vojnega poveljstva, ki naj bi Istri jamčilo mir in varnost, še posebej ob meji. Pri tej reorganizaciji beneške istrske posesti so ukinili upravne enote Grožnjan in Sveti Lovrenč Pazinski. Beneški senat je preko rašporskega kapitana upraljal s kapitanatom Istre. Rašporski kapitan je bio najvišja vojaška in politična avtoriteta na tem ozemju, ki je reševal vsa administrativna in pravna vprašanja. Prvi poveljnik Rašporskega kapitanata – tudi uradno imenovan rašporski kapitan – je bil Pietro Emo. Leta 1402 so Benečani od Goriških tudi dokončno odkupili Rašpor za 20.000 dukatov. Iz zgodovinskih virov izvemo, da je grad imel stolp in da so leta 1420 zgradili cisterno za vodo.
V času vojne Kambrejske lige (1507 - 1517) je bil grad dvakrat osvojen in oropan. Osvojila in oropala ga je vojska kranjskega deželnega kneza pod poveljstvom Krištofa Frankopana in vojaki, ki jih je vodil tržaški kapitan Nikolaj II. Ravbar. Zaradi varnostnih razlogov je bil leta 1511 beneški rektor premeščen v Buzet. Zadržal pa je naslov rašporskega kapetana, ki je bil vse do propada Beneške republike eden najvažnejših rektorjev njene uprave v Istri. Od takrat je grad začel propadati. Čez eno leto se je beneška vojaška posadka vrnila v trdnjavo, vendar pa so po porazu Benečani popolnoma porušili grad Rašpor. Območje pa je ostalo pod beneško oblastjo vse do leta 1797, ko je po Campformiju prišlo do ukinitve Beneške republike. Rašporskemu gospostvu ali fevdu so pripadala naselja raztresena po Ćićariji: Brest, Brgudac, Dane, Jelovice, Klenovšćak, Kropinjak, Lanišće, Male Mune, Novaki, Podgaće, Podgorje, Prapoće, Rašpor, Račja Vas, Slum, Trstenik, Vele Mune, Vodice in Žejane.

## Grajske ruševine
Danas lahko vidimo skromne ruševine zidov glavne zgradbe gradu (22x32 m), ki izhajajo iz okoli leta 1000. Ker je sedaj hrib Gradina porasel z borovim gozdom in še čaka na arheološke preiskave, lahko predpostavljamo, da se v gostem raslinju skrivajo zidovi pomožnih zgradb, potporni deli dvižnega mostu, stražarnice, staje in drugo. V letih 2020 do 2022 grajske ruševine raziskovali arheologi dr. Klara Buršić-Matijašić in Robert Matijašić ter Davor Bulić, ki pa niso našli večjih in pomembnejših elementov glede gradbene zgodovine Rašporja.